# Tovomita macrophylla
Tovomita macrophylla là một loài thực vật có hoa trong họ Bứa. Loài này được (Poepp.) Walp. miêu tả khoa học đầu tiên năm 1842.